# Tennis-Club 1. FC Nürnberg
Der  Tennis-Club 1. FC Nürnberg e. V. ging 1995 im Zuge der Organisationsreform beim 1. FC Nürnberg als eigenständiger Verein aus der 1924 gegründeten Tennis-Abteilung des Hauptvereins hervor. Wie die anderen ehemaligen Vereinsabteilungen gehört der Verein seitdem zum FCN-Dachverband. Der Verein verfügt 2013 über 29 Mannschaften aller Altersklassen. Die 1. Herrenmannschaft spielte 2015 in der 1. Tennis-Bundesliga.

## Geschichte der Herrenmannschaft
Insgesamt 16 Jahre gehörte der Club mittlerweile der höchsten Spielklasse an: 1987–1990, 1992–1996, 1998, 2005–2007 und 2010–2012. In der 2001 gebildeten 2. Tennis-Bundesliga Süd spielte der FCN von 2002 bis 2004 und 2008 bis 2009 und 2013. Nach dem Abstieg aus der Bundesliga beendete der Club die Saison 2008 mit dem vierten Platz in der 2. Bundesliga Süd und schaffte 2009 als Meister der 2. Liga Süd den Wiederaufstieg in die höchste deutsche Spielklasse. Nach drei Jahren in der 1. Tennis-Bundesliga spielt der 1. FC Nürnberg nach dem Abstieg 2012 ab 2013 wieder in der 2. Bundesliga der Herren.

## Erfolge
- Bayerischer Herren Mannschaftsmeister: 1952, 1953, 1955, 1956, 1957, 1971, 1981, 1985, 1986, 2000
- Süddeutscher Mannschaftsmeister: 1952, 1953, 1955, 1956, 1957
- Zugehörigkeit zur Tennis-Bundesliga: 1987–1990, 1992–1996, 1998, 2005–2007, 2010–2012, 2015

## Stadion
Die vereinseigene Tennisanlage am Valznerweiher bietet insgesamt mehr als 2.500 Zuschauern Platz. Der Centre Court hat eine Kapazität von 1.200 Plätzen, Court I verfügt über Plätze für 400 Zuschauer, Court II für 200 Zuschauer.

## Turnierausrichter
Neben vielen internen Meisterschaften, Bezirksmeisterschaften sowie bayerischen und nationalen Jugendturnieren richtete der Tennis-Club 1. FC Nürnberg von 2013 bis 2019 auch ein internationales WTA Damen-Tennisturnier aus. Vom 8. bis 16. Juni 2013 fand zum ersten Mal der Nürnberger Versicherungscup statt, ein Turnier der WTA Tour mit 235.000 US-Dollar Preisgeld. 2014 wurde das Turnier im Rahmen der WTA Tour erneut mit einem Preisgeld von insgesamt 250.000 US-Dollar ausgetragen.